# Burg Gollub
Die Burg Gollub war eine Ordensburg des Deutschen Ordens im Kulmer Land (später Westpreußen) im Ort Gollub, heute Golub-Dobrzyń. Sie diente zur Sicherung am Fluss Drewenz, der Grenzfluss war.

## Geschichte
1254 wurde Gollub vom deutschen Orden dem Bischof von Włocławek übergeben, gelangte aber bereits 1293 wieder in Besitz des Ordens. Von 1293 bis 1310 wurde die Burg zur Sicherung der Grenze gegen die Litauer angelegt.
Mit dem Zweiten Frieden von Thorn 1466 wurde die Burg mitsamt dem gesamten Preußen Königlichen Anteils zu Polen geschlagen. Prinzessin Anna Wasa von Schweden ließ die Burg von 1616 bis 1623 im Renaissancestil als Residenz umbauen.
Von 1773 bis 1920 gehörte die Burg mit dem Ort Gollub zu Preußen. Nach dem Versailler Vertrag 1919 kamen Burg und Ort zur neu gegründeten Zweiten Polnischen Republik.
Das Dehio-Handbuch Nordostdeutschland von 1906 erwähnte in „Golub“ (sic!) das „Ordensschloß“ als „verhältnismäßig gut erhaltene Ruine“.
Heute ist das Schloss in Gänze wiederhergestellt und beherbergt ein Hotel und ein Museum.
Der Ort Dobrzyń auf der anderen Flussseite gehörte zum Land Dobrzyń, benannt nach einem an der Weichsel gelegenen anderen Dobrzyń. Nach zeitweiliger Okkupation durch den Deutschen Orden gehörte dieser Teil Kujawiens vom Vertrag von Kalisch (1343) bis zur Zweiten Teilung Polens (1793) zum Königreich Polen, nach dem Wiener Kongress 1815 zu Kongresspolen, später zum Russischen Kaiserreich.

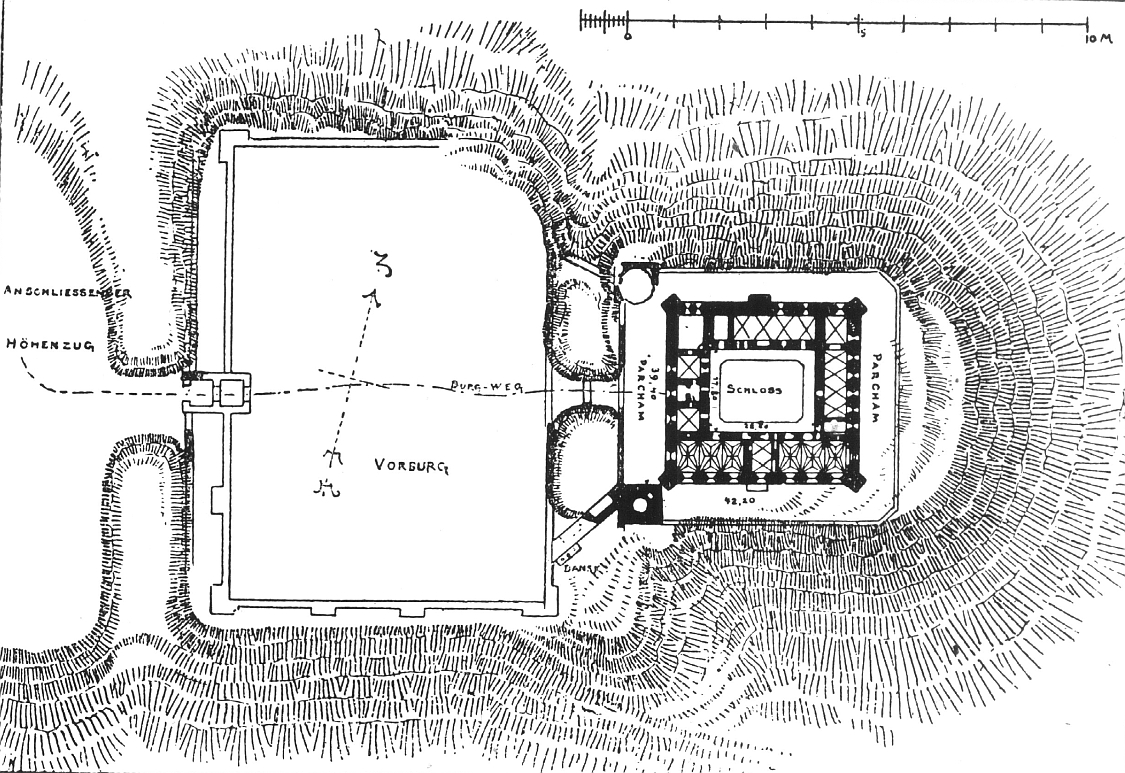
Gesamtplan mit Vorburgareal um 1890, erstellt von Conrad Steinbrecht

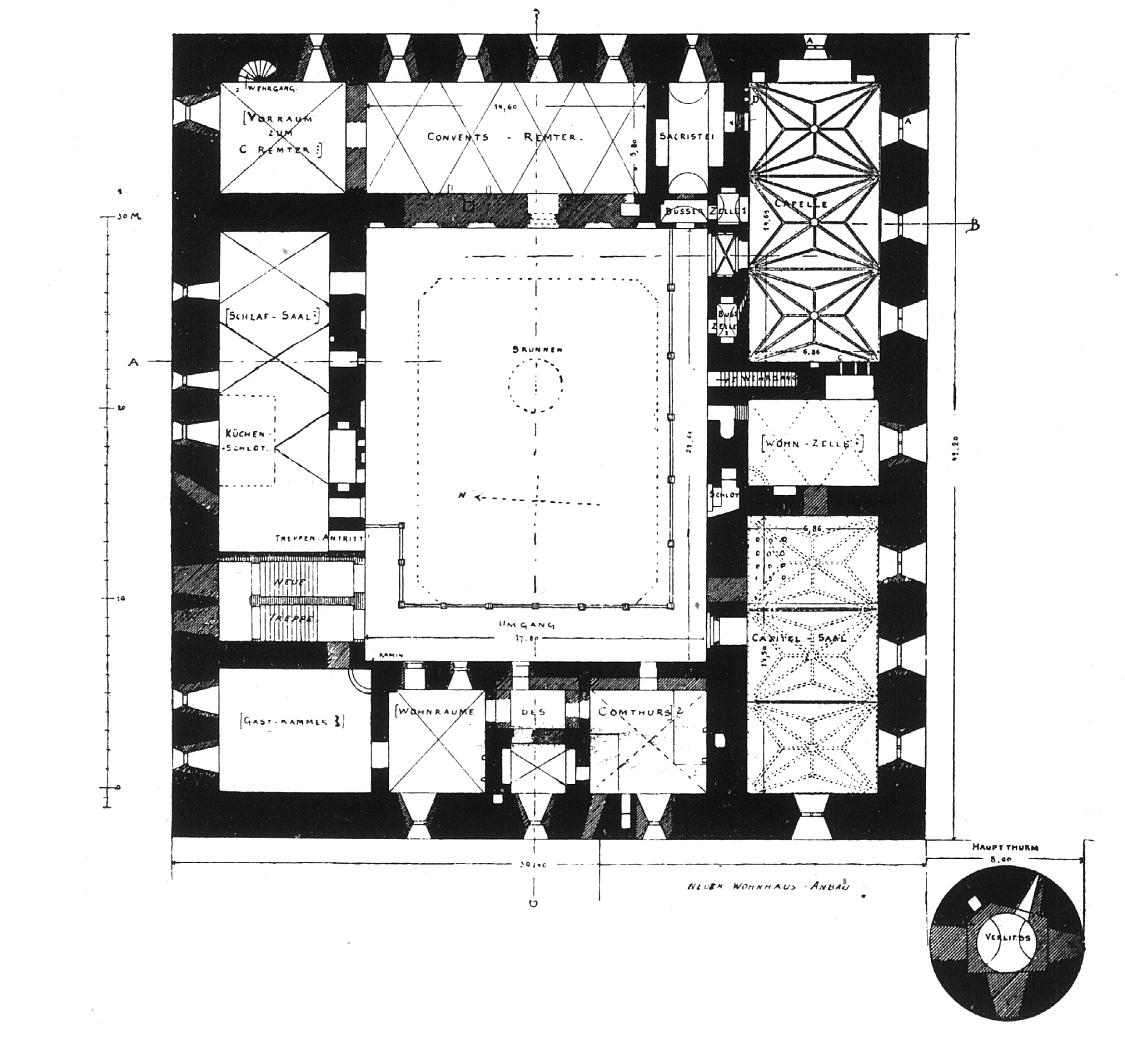
Kernburg mit Batterieturm, C. Steinbrecht, um 1890